# Centro Olímpico de Hóquei
Das Centro Olímpico de Hóquei (deutsch Olympisches Hockeyzentrum) ist ein Sportkomplex bestehend aus zwei Hockeystadien im Olympiapark Deodoro von Rio de Janeiro.

## Geschichte
Das Centro Olímpico de Hóquei wurde für die Panamerikanischen Spiele 2007 erbaut. Während den Olympischen Sommerspielen 2016 wurden die Plätze mit Stahlrohrtribünen ausgestattet, wodurch das Hauptstadion über eine Kapazität von 10.000 Plätzen und das andere Spielfeld über 5.000 Plätzen verfügte. Für den Bau war das Architekturbüro Vigliecca & Associados zuständig.